# فرودگاه شهری لیک ولز
فرودگاه شهری لیک ولز (به انگلیسی: Lake Wales Municipal Airport) یک فرودگاه همگانی بهره‌برداری هوایی است که یک باند فرود آسفالت دارد و طول باند آن ۱۲۱۹ متر است. این فرودگاه در شهر لیک ویلس، فلوریدا کشور ایالات متحده آمریکا قرار دارد و در ارتفاع ۳۹ متری از سطح دریا واقع شده است.